# 宇喜多秀規
宇喜多 秀規（うきた ひでのり、1594年 - 没年不明）は、安土桃山時代から江戸時代にかけての人物。宇喜多秀家の庶子、母は奥女中の「お鮮」。

## 生涯
文禄3年、備前岡山の大名・宇喜多秀家と奥女中の「お鮮」との間に大坂備前屋敷で生まれる。
秀家の隠し子が正室である豪姫の実家の前田氏にかくまわれて、越中に逃れて浮田氏を名乗るようになったとの伝承がある。
また、隔年八丈島へ米などを送っていたのは、この家から送ったとの伝承もある。